# Super Mario All-Stars
Super Mario All-Stars, bekend in Japan als Super Mario Collection (スーパーマリオコレクション), is een computerspel dat is ontwikkeld en uitgebracht door Nintendo voor de SNES in 1993. Het bevat de opnieuw uitgebrachte en verbeterde spellen Super Mario Bros., Super Mario Bros. 2 (In Japan: Super Mario USA), Super Mario Bros. 3, en Super Mario Bros.: The Lost Levels (In Japan: Super Mario 2). Er was ook een alternatieve versie, gebundeld met de SNES inclusief Super Mario World, die werd uitgebracht in december 1994.
Super Mario All-Stars was een van de eerste verbeterde remakes. Grafisch was het opnieuw ingekleurd en verbeterd voor de SNES en vele bugs van het originele spel waren eruit gehaald. Ook de gameplay was soepeler gemaakt. Het achtergrondgeluid was verbeterd ten opzichte van de originele representatie. Een opslagmogelijkheid was toegevoegd aan alle spellen. Aan Super Mario Bros. 2 werd de meeste aandacht besteed. De Bowsergedeeltes van Super Mario Bros. en Super Mario Bros.: The Lost Levels zijn uniek in Super Mario All-Stars. Super Mario Bros.: The Lost Levels is de SNES-versie van de Japanse Super Mario Bros. 2, wat oorspronkelijk was uitgebracht voor de Nintendo Family Computer in Japan in 1986.
In 2010 kwam het spel ook uit voor de Wii.